# Степановский сельсовет (Бессоновский район)
Степановский сельсовет — сельское поселение в Бессоновском районе Пензенской области Российской Федерации.
Административный центр — село Степановка.

## История
Статус и границы сельского поселения установлены Законом Пензенской области от 2 ноября 2004 года № 690-ЗПО «О границах муниципальных образований Пензенской области».

## Население
| 2002  | 2010  | 2012  | 2013  | 2014  | 2015  | 2016  |
| ----- | ----- | ----- | ----- | ----- | ----- | ----- |
| 1488  | ↗1533 | ↗1546 | ↘1534 | ↘1533 | ↘1523 | ↘1513 |
| 2017  | 2018  | 2021  |       |       |       |       |
| ↘1488 | ↘1460 | ↘1381 |       |       |       |       |

## Состав сельского поселения
| № | Населённый пункт | Тип населённого пункта       | Население |
| - | ---------------- | ---------------------------- | --------- |
| 1 | Бакшеевка        | село                         | ↗58       |
| 2 | Степановка       | село, административный центр | ↗1091     |
| 3 | Трофимовка       | село                         | ↗384      |

### Упразднённые населённые пункты
- Желобок — упразднённый в 1988 году посёлок.
- Гремучий — упразднённый в 2004 году посёлок.